# マツダ・AZ-オフロード
AZ-オフロード（AZ-OFFROAD）は、マツダが販売していた軽自動車枠のクロスカントリー4WDモデル。3代目スズキ・ジムニーのOEM版。

## 概要
マツダとスズキの軽自動車OEM契約締結の中、1998年（平成10年）10月に供給が開始された。基本的には3代目スズキ・ジムニーと共通であり、内外装の一部の部品にマツダマークを取り付けたり、形状を変更して差別化を図ったバッジエンジニアリングモデルである。また、マツダの国内ラインナップの中で唯一、そして最後のラダーフレームを有する本格クロスカントリー/オフロード車であった。
発売以来マイナーチェンジや細かな改良を繰り返しながら、モデル消滅まで初代モデルのまま継続生産されていた。
なお、ジムニー・ワイド/シエラにあたる登録車仕様のモデル（小型自動車）は供給されていない。
累計販売台数は9,810台。

## 型式 JM23W型（1998年-2014年）
- 1998年（平成10年）10月13日 - 発売開始。当初は「XL」と「XC」の2グレード展開で、「XC」には5速MTも設定されていた[2]。
- 1999年（平成11年）10月15日 - マイナーチェンジ。SRSエアバッグ、4輪ABS、プリテンショナー機構付きフロントシートベルトをセットで標準装備化、「XC」の5MT車にはクラッチスタートシステムを追加で標準装備。平成12年度排出ガス規制に対応[3]。
- 2000年（平成12年）5月 - 仕様変更。
- 2002年（平成14年）1月25日 - 一部改良。エンジン性能が向上され、よりスタイリッシュな外内装になる。グレードは「XC」のみとなる。
- 2004年（平成16年）4月 - 仕様変更と共に、希望小売価格も改定される。
- 2004年（平成16年）10月25日 - マイナーチェンジ。外装面ではフロントグリルやアルミホイールを変更。内装面ではインパネのデザインを変更するとともに、シートは表皮の素材やデザイン、形状（前席のみ）が変更された。また、CDプレイヤー（AM/FMラジオ付）とLED発光メーターが追加された。また、2WDと4WDの切替をスイッチ一つでできるようにした[4]。
- 2005年（平成17年）11月 - 仕様変更。
- 2008年（平成20年）5月 - 仕様変更。ボディカラーにノクターンブルーパールとスペリアホワイトが加わる。
- 2014年（平成26年）3月 - カタログ落ちの為、生産終了[5]。4月には販売終了。同年1月より販売を開始したスズキ・ハスラーのOEMのフレアクロスオーバーが実質的な後継車種となる。

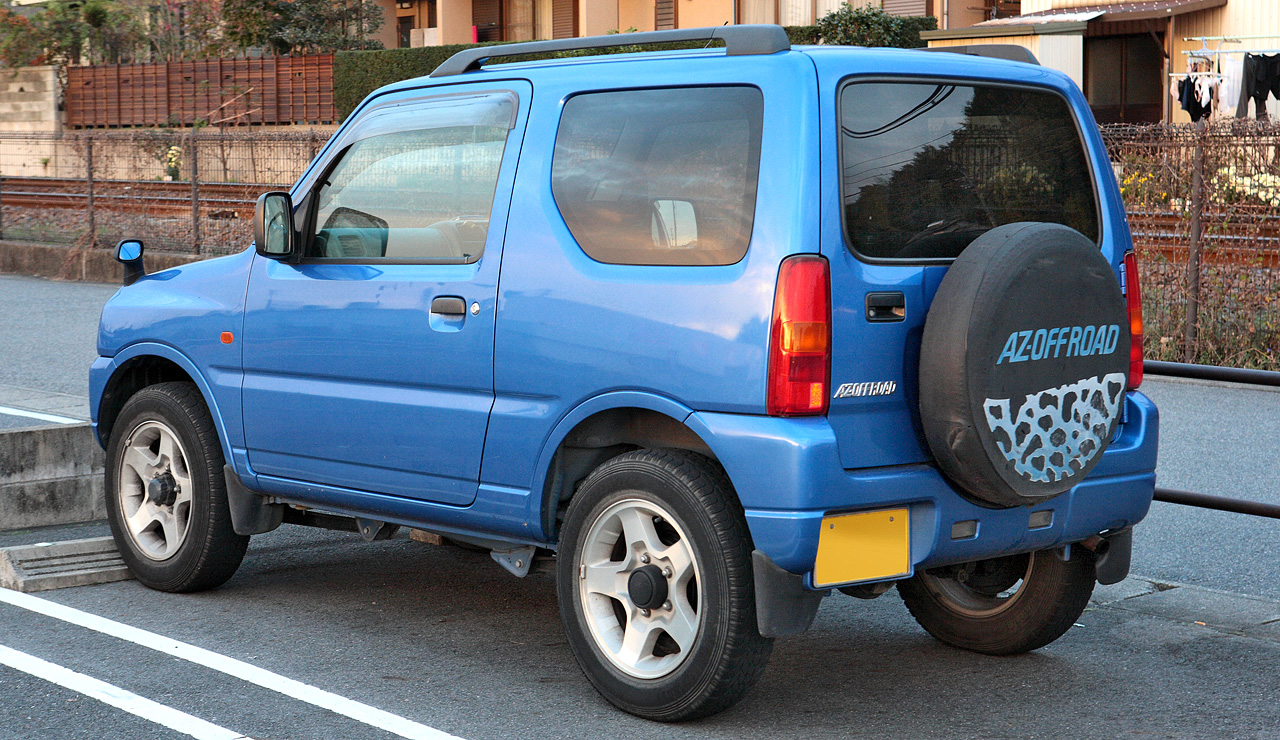
前期型 リヤ
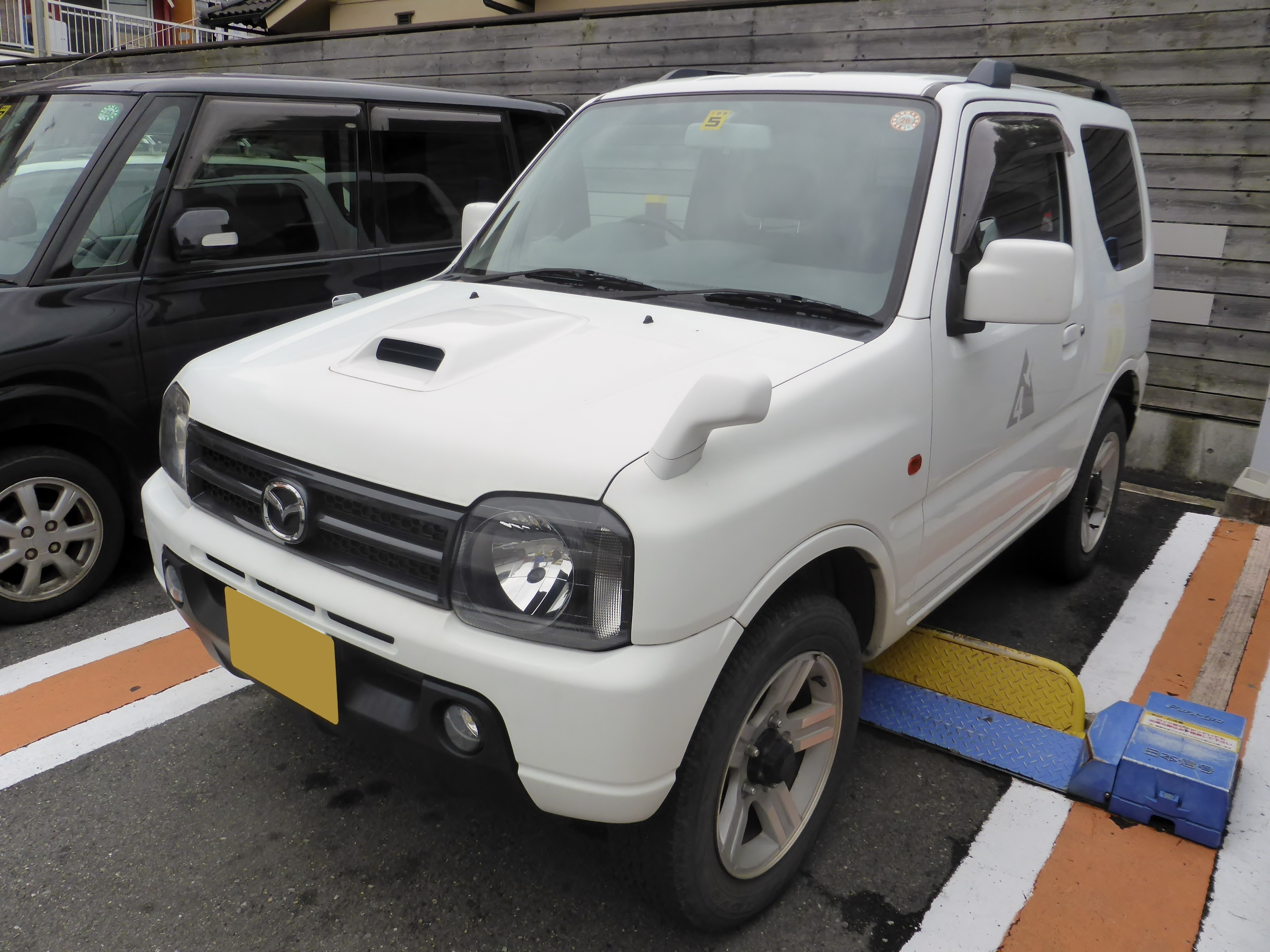
後期型
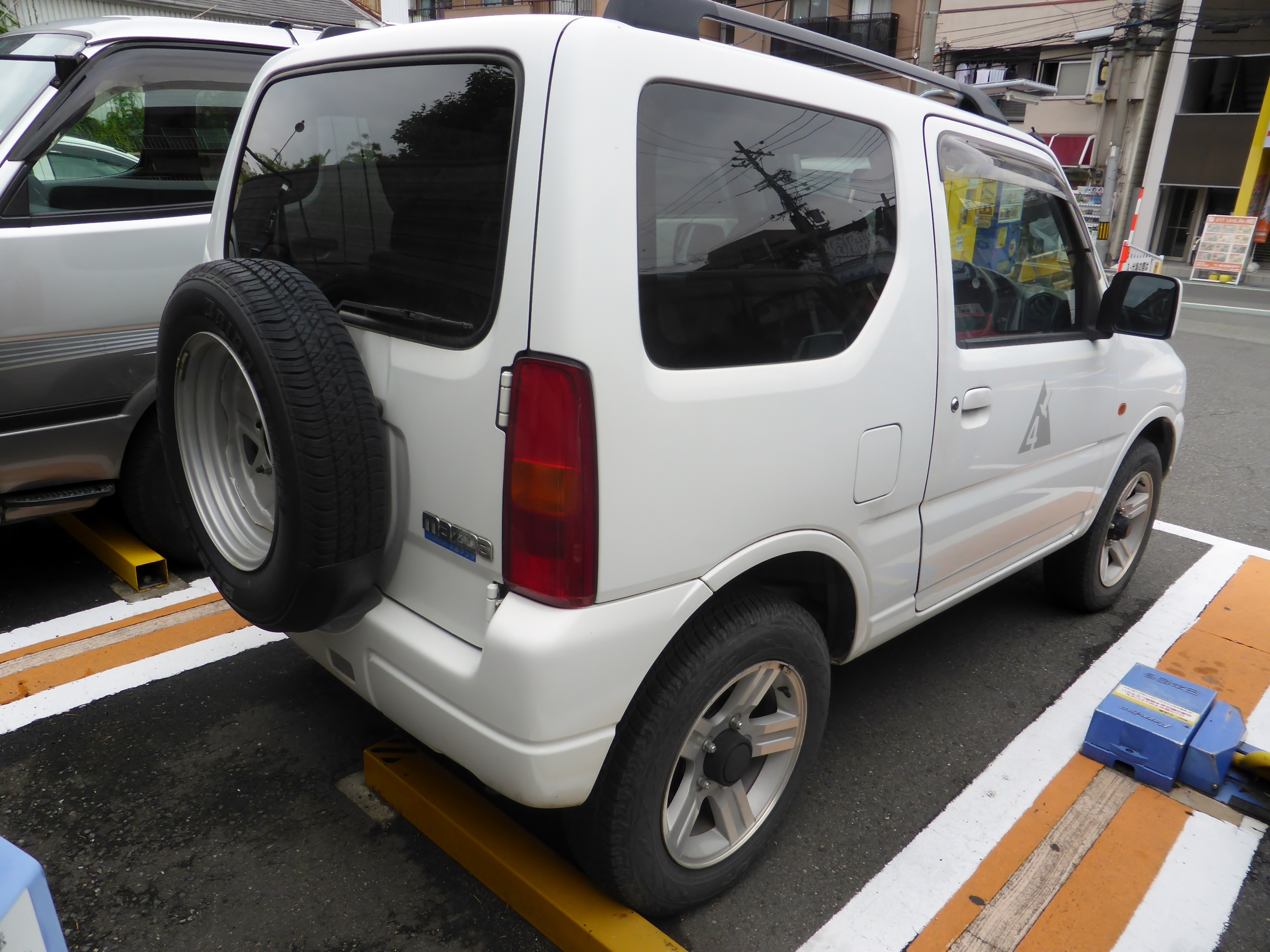
後期型 リヤ
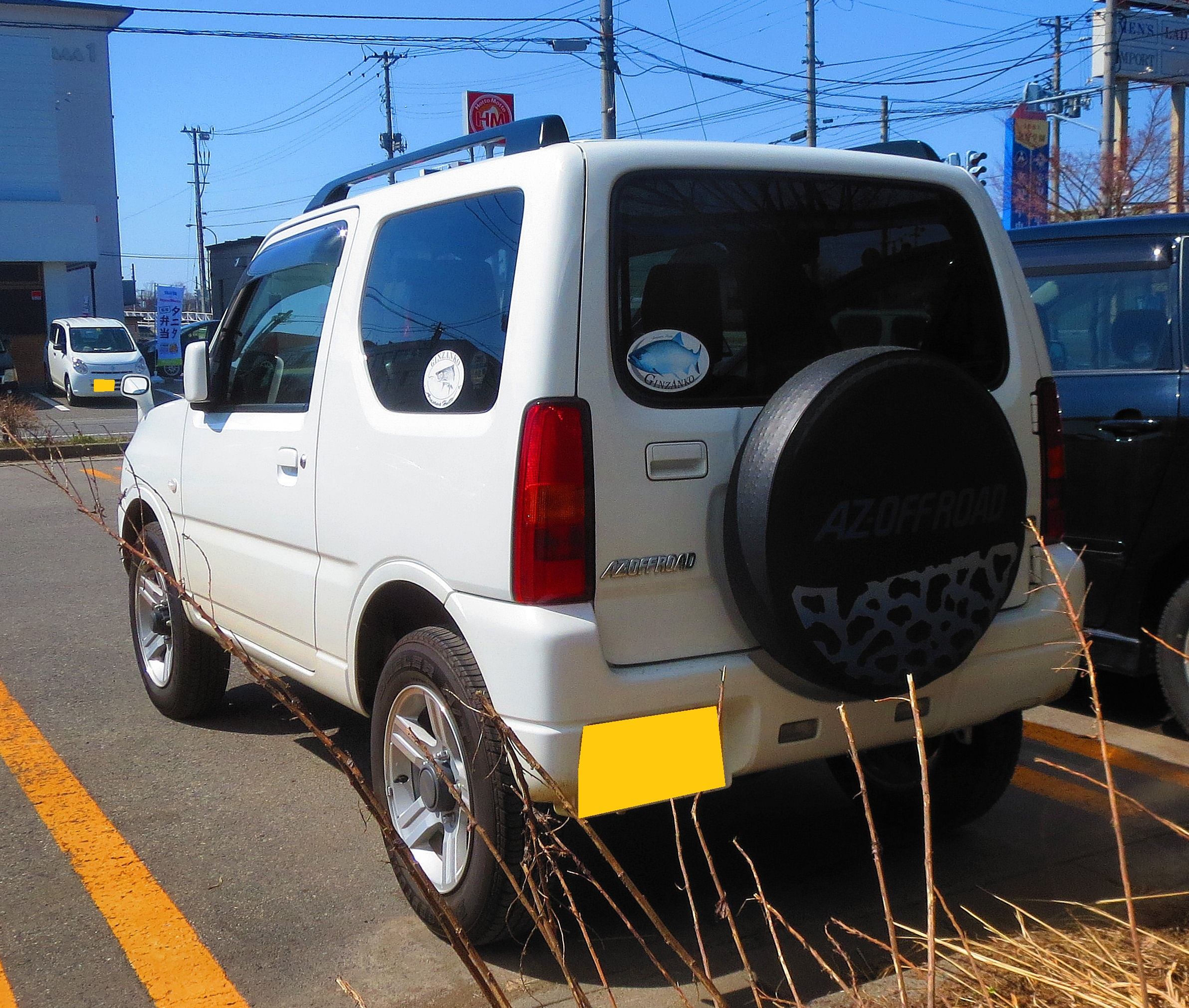
最終型 リヤ

## グレード構成
※出典:デアゴスティーニジャパン 週刊日本の名車第96号14ページより。

## 車名の由来
- AZは、マツダのディーラー網のひとつであるオートザムの略。